# José Francisco Jovel
José Francisco Jovel Cruz (Usulután, 1951. május 26. – ) salvadori válogatott labdarúgó.

## Pályafutása

### Klubcsapatban
1972 és 1978 között a Luis Ángel Firpo játékosa volt. 1979 és 1983 között az Águilában játszott, melynek tagjaként 1983-ban megnyerte a salvadori bajnokságot. 1984 és 1987 között ismét a Luis Ángel Firpóban szerepelt.

### A válogatottban
1979 és 1986 között 46 mérkőzésen szerepelt a salvadori válogatottban. Részt vett az 1982-es világbajnokságon, ahol a salvadoriak összes mérkőzésén kezdőként lépett pályára.

## Sikerei
Águila
- Salvadori bajnok (1): 1983